# Lista de representantes permanentes da Geórgia nas Nações Unidas
Esta é uma lista de representantes permanentes da Geórgia, ou outros chefes de missão, junto da Organização das Nações Unidas em Nova Iorque.
A Geórgia foi admitida como membro das Nações Unidas a 31 de julho de 1992.
| Início | Término | Representante permanente (Chefe de missão) | Cargo                    | Credenciais |
| ------ | ------- | ------------------------------------------ | ------------------------ | ----------- |
| 1992   | 2002    | Petre Chkheidze                            | Representante permanente |             |
| 2002   | 2006    | Revaz Adamia                               | Representante permanente | 2002-07-22  |
| 2006   | 2008    | Irakli Alasania                            | Representante permanente | 2006-09-11  |
| 2009   | 2013    | Alexander Lomaia                           | Representante permanente | 2009-03-16  |
| 2013   | atual   | Kaha Imnadze                               | Representante permanente | 2013-07-23  |